# De Nardi
Das Team De Nardi (auch De Nardi-Pasta Montegrappa und De Nardi-Colpack) war ein slowakisches bzw. italienisches Radsportteam, das von 1999 bis 2004 existierte. Geleitet wurde das Team u. a. von Gian Enrico Zanardo und Gianni Bugno.
Der Sponsor De Nardi ist ein italienischer Türenhersteller. 2005 übernahm Domina Vacance das Team, zog sich allerdings am Ende der Saison zurück und das Team ging in der Mannschaft Milram auf.

## Bekannte Fahrer
- Michael Andersson (2000)
- Alessandro Ballan (2001)
- Serhij Hontschar (2003–2004)
- Matej Jurčo (2003–2004)
- Kim Kirchen (1999–2000)
- Alberto Ongarato (2002)
- Fränk Schleck (2000)

## Größte Erfolge
- Giro d’Italia
  - 2003: 21. Etappe (Hontschar)
  - 2004: 13. Etappe (Hontschar)